# 卦台山遗址
卦台山遗址，位于中国甘肃省天水市麦积区，为一个省级文物保护单位，类型为古遗址。
该山海拔1329.9米，呈台形，面积约1万平方米。据《秦州志·卦台记》载：“其台若坐若盘，而羲皇观天察地于此，画卦于此地也。”又云：“成纪之北约三十里曰三阳川，其西北隅有台焉，乃羲皇画卦处。”故又名“画卦台”。1987年，北道区文化馆进行文物普查时，发现该处文化层厚0.2-0.5米，断崖上暴露有灰层、灰坑、白灰居住面、灰渣等遗迹；遗物有石斧、陶器等。陶器分泥质、夹砂两类，有彩陶、红陶、灰陶等。彩陶多饰网格纹，素面陶多饰绳纹、附加堆纹，可辨器型的有盆、罐、瓶等50余件，从标本判断，应属仰韶和齐家文化遗存。山上还有清代的一些建筑。。
卦台山遗址的历史年代为新石器时代。